# Hrvatska na Olimpijskim igrama
Hrvatska je prvi put samostalno sudjelovala na zimskim Olimpijskim igrama u Albertvilleu 1992. godine. U prošlosti hrvatski športaši predstavljali su različite južnoslavenske državne zajednice (1920. – 1988.), Italiju (između dvaju svjetskih ratova, hrvatski športaši iz Zadra s okolicom, Rijeke s okolicom, Istre i otoka dodijeljenih Italiji) te Austriju odnosno Ugarsku (Mađarsku) kao dijelove Austro-Ugarske (1896. – 1912.). Prvi Hrvat – osvajač olimpijskoga odličja bio je Milan Neralić.
Od hrvatske samostalnosti 1991. do zadnjih održanih Igara 2024. hrvatski športaši osvojili su ukupno 59 olimpijskih medalja (48 na Ljetnim, 11 na Zimskim OI). Hrvati su nastupali za brojne druge zemlje, u koje su, tijekom hrvatske povijesti, iselili. Među najpoznatijim Velšanima hrvatskoga podrijetla bio je četverostruki zlatni olimpijac Paulo Radmilovic. Hrvati su do 2010. ukupno osvojili oko 170 olimpijskih medalja (uključujući 51 zlatnu) kroz povijest modernih Igara.

## Ljetne Olimpijske igre

### Rezultati na Igrama prije osamostaljenja
15 zlatnih, 17 srebrnih, 12 brončanih odličja (1896. – 1988.)
Hrvatski športaši koji su nastupali za Austriju ili Mađarsku (za vrijeme Austro-Ugarske), za Kraljevinu SHS/Kraljevinu Jugoslaviju ili za Italiju (hrvatski športaši iz Zadra, Rijeke, Istre i otoka dodijeljenih Italiji).
| godina              | športovi | natjecatelji | odličja | odličja | odličja | odličja |
| ------------------- | -------- | ------------ | ------- | ------- | ------- | ------- |
| godina              | športovi | natjecatelji | zlata   | srebra  | bronce  | ukupno  |
| Atena 1896.         |          |              |         |         |         |         |
| Pariz 1900.         | ?        | ?            | –       | –       | 1       | 1       |
| St. Louis 1904.     |          |              |         |         |         |         |
| London 1908.        |          |              |         |         |         |         |
| Stockholm 1912.     |          |              |         |         |         |         |
| Antwerpen 1920.     | 1        | 11           | –       | –       | –       | -       |
| Pariz 1924.         | ?        | ?            | –       | –       | 1       | –       |
| Amsterdam 1928.     | ?        | ?            | –       | –       | 1       | 1       |
| Los Angeles 1932.   | 1        | 1            | –       | –       | –       | –       |
| Berlin 1936.        | ?        | ?            | –       | –       | –       | –       |
| London 1948.        | ?        | ?            | –       | 2       | –       | 2       |
| Helsinki 1952.      | ?        | ?            | 1       | 2       | –       | 3       |
| Melbourne 1956.     | ?        | ?            | –       | 3       | –       | 3       |
| Rim 1960.           | ?        | ?            | 1       | –       | –       | 1       |
| Tokio 1964.         | ?        | ?            | –       | 1       | –       | 1       |
| Ciudad Mexico 1968. | ?        | ?            | 2       | 2       | –       | 4       |
| München 1972.       | ?        | ?            | 2       | 1       | 1       | 4       |
| Montreál 1976.      | ?        | ?            | 1       | 1       | 1       | 3       |
| Moskva 1980.        | ?        | ?            | 1       | 2       | 2       | 5       |
| Los Angeles 1984.   | ?        | ?            | 6       | 1       | 2       | 9       |
| Seul 1988.          | ?        | ?            | 2       | 3       | 3       | 8       |
| ukupno              | ukupno   | ukupno       | 15      | 17      | 12      | 44      |

### Rezultati na ljetnim Igrama nakon osamostaljenja
16 zlatnih, 15 srebrnih, 17 brončanih (1992. – 2024.)
| godina               | športovi | natjecatelji | odličja | odličja | odličja | odličja |
| -------------------- | -------- | ------------ | ------- | ------- | ------- | ------- |
| godina               | športovi | natjecatelji | zlata   | srebra  | bronce  | ukupno  |
| Barcelona 1992.      | 12       | 39           | 0       | 1       | 2       | 3       |
| Atlanta 1996.        | 14       | 84           | 1       | 1       | 0       | 2       |
| Sydney 2000.         | 12       | 91           | 1       | 0       | 1       | 2       |
| Atena 2004.          | 14       | 81           | 1       | 2       | 2       | 5       |
| Peking 2008.         | 15       | 105          | 0       | 2       | 3       | 5       |
| London 2012.         | 18       | 106          | 3       | 1       | 2       | 6       |
| Rio de Janeiro 2016. | 18       | 87           | 5       | 3       | 2       | 10      |
| Tokio 2020.          | 16       | 60           | 3       | 3       | 2       | 8       |
| Pariz 2024.          | 14       | 73           | 2       | 2       | 3       | 7       |
| ukupno               | ukupno   | ukupno       | 16      | 15      | 17      | 48      |

### Odličja prema športovima
| športovi      | odličja | odličja | odličja | odličja |
| ------------- | ------- | ------- | ------- | ------- |
| športovi      | zlata   | srebra  | bronce  | ukupno  |
| atletika      | 3       | 1       | 2       | 6       |
| boks          | 0       | 0       | 1       | 1       |
| dizanje utega | 1       | 0       | 1       | 2       |
| gimnastika    | 0       | 2       | 0       | 2       |
| jedrenje      | 1       | 2       | 0       | 3       |
| judo          | 1       | 0       | 0       | 1       |
| košarka       | 0       | 1       | 0       | 1       |
| plivanje      | 0       | 1       | 0       | 1       |
| rukomet       | 2       | 0       | 1       | 3       |
| streljaštvo   | 2       | 0       | 2       | 4       |
| taekwondo     | 1       | 0       | 5       | 6       |
| tenis         | 1       | 2       | 3       | 6       |
| vaterpolo     | 1       | 3       | 0       | 4       |
| veslanje      | 3       | 3       | 2       | 8       |
| ukupno        | 16      | 15      | 17      | 48      |

### Osvajači odličja
| odličje | ime(na) | Igre                  | šport               | disciplina               |
| ------- | --- | --------------------- | ------------------- | ------------------------ |
| srebro  | Momčad: Dražen Petrović, Velimir Perasović, Danko Cvjetičanin, Toni Kukoč, Vladan Alanović, Franjo Arapović, Žan Tabak, Stojko Vranković, Alan Gregov, Arijan Komazec, Dino Rađa, Aramis Naglić (trener Petar Skansi)                                                                      | 1992., Barcelona      | košarka             | košarka (M)              |
| bronca  | Goran Ivanišević | 1992., Barcelona      | tenis               | pojedinačno (M)          |
| bronca  | Goran Ivanišević i Goran Prpić | 1992., Barcelona      | tenis               | parovi (M)               |
| zlato   | Momčad: Patrik Ćavar, Slavko Goluža, Božidar Jović, Nenad Kljaić, Venio Losert, Valter Matošević, Alvaro Načinović, Goran Perkovac, Iztok Puc, Zlatko Saračević, Irfan Smajlagić, Bruno Gudelj, Zoran Mikulić, Vladimir Jelčić, Valner Franković, Vladimir Šujster (trener Velimir Kljaić) | 1996., Atlanta        | rukomet             | rukomet (M)              |
| srebro  | Momčad: Maro Balić, Damir Glavan, Igor Hinić, Vjekoslav Kobešćak, Joško Kreković, Ognjen Kržić, Siniša Školneković, Ratko Štritof, Tino Vegar, Renato Vrbičić, Zdeslav Vrdoljak, Perica Bukić, Dubravko Šimenc (trener Bruno Silić)                                                        | 1996., Atlanta        | vaterpolo           | vaterpolo (M)            |
| zlato   | Nikolaj Pešalov | 2000., Sydney         | dizanje utega       | do 62 kg (M)             |
| bronca  | Igor Francetić, Tihomir Franković, Tomislav Smoljanović, Nikša Skelin, Siniša Skelin, Krešimir Čuljak, Igor Boraska, Branimir Vujević, Silvijo Petriško | 2000., Sydney         | veslanje            | osmerac (M)              |
| zlato   | Momčad: Venio Losert, Vlado Šola, Valter Matošević, Nikša Kaleb, Ivano Balić, Blaženko Lacković, Vedran Zrnić, Igor Vori, Davor Dominiković, Mirza Džomba, Drago Vuković, Slavko Goluža, Goran Šprem, Denis Špoljarić, Petar Metličić (trener Lino Červar)                                 | 2004., Atena          | rukomet             | rukomet (M)              |
| srebro  | Nikša Skelin i Siniša Skelin | 2004., Atena          | veslanje            | dvojac bez kormilara (M) |
| srebro  | Duje Draganja | 2004., Atena          | plivanje            | 50 metara slobodno (M)   |
| bronca  | Mario Ančić i Ivan Ljubičić | 2004., Atena          | tenis               | parovi (M)               |
| bronca  | Nikolaj Pešalov | 2004., Atena          | dizanje utega       | do 69 kg (M)             |
| srebro  | Filip Ude | 2008., Peking         | gimnastika          | konj s hvataljkama       |
| srebro  | Blanka Vlašić | 2008., Peking         | atletika            | skok u vis (Ž)           |
| bronca  | Snježana Pejčić | 2008., Peking         | streljaštvo         | zračna puška 10 m (Ž)    |
| bronca  | Martina Zubčić | 2008., Peking         | taekwondo           | do 57 kg (Ž)             |
| bronca  | Sandra Šarić | 2008., Peking         | taekwondo           | do 67 kg (Ž)             |
| zlato   | Sandra Perković | 2012., London         | atletika            | bacanje diska (Ž)        |
| zlato   | Giovanni Cernogoraz | 2012., London         | streljaštvo         | trap (M)                 |
| zlato   | Momčad: Josip Pavić, Damir Burić, Miho Bošković, Nikša Dobud, Maro Joković, Petar Muslim, Ivan Buljubašić, Andro Bušlje, Sandro Sukno, Samir Barać, Igor Hinić, Paulo Obradović, Frano Vićan (trener Ratko Rudić)                                                                          | 2012., London         | vaterpolo           | vaterpolo (M)            |
| srebro  | Damir Martin, Martin Sinković, Valent Sinković, David Šain | 2012., London         | veslanje            | četverac na pariće (M)   |
| bronca  | Lucija Zaninović | 2012., London         | taekwondo           | do 49 kg (Ž)             |
| bronca  | Momčad: Mirko Alilović, Venio Losert, Manuel Štrlek, Ivan Ninčević, Ivan Čupić, Zlatko Horvat, Igor Vori, Jakov Gojun, Drago Vuković, Blaženko Lacković, Domagoj Duvnjak, Ivano Balić, Marko Kopljar, Denis Buntić, Damir Bičanić (trener Slavko Goluža)                                   | 2012., London         | rukomet             | rukomet (M)              |
| zlato   | Sandra Perković | 2016., Rio de Janeiro | atletika            | bacanje diska (Ž)        |
| zlato   | Josip Glasnović | 2016., Rio de Janeiro | streljaštvo         | trap (M)                 |
| zlato   | Sara Kolak | 2016., Rio de Janeiro | atletika            | bacanje koplja (Ž)       |
| zlato   | Igor Marenić i Šime Fantela | 2016., Rio de Janeiro | jedrenje            | Klasa 470 (M)            |
| zlato   | Martin Sinković i Valent Sinković | 2016., Rio de Janeiro | veslanje            | dvojac na pariće (M)     |
| srebro  | Momčad: Josip Pavić, Damir Burić, Antonio Petković, Luka Lončar, Maro Joković, Luka Bukić, Xavier García, Andro Bušlje, Sandro Sukno, Ivan Krapić, Anđelo Šetka, Marko Macan, Marko Bijač (trener Ivica Tucak)                                                                             | 2016., Rio de Janeiro | vaterpolo           | vaterpolo (M)            |
| srebro  | Tonči Stipanović | 2016., Rio de Janeiro | jedrenje            | Klasa Laser (M)          |
| srebro  | Damir Martin | 2016., Rio de Janeiro | veslanje            | samac (M)                |
| bronca  | Blanka Vlašić | 2016., Rio de Janeiro | atletika            | skok u vis (Ž)           |
| bronca  | Filip Hrgović | 2016., Rio de Janeiro | boks                | superteška kategorija    |
| zlato   | Matea Jelić | 2020., Tokio          | taekwondo           | 67 kg (Ž)                |
| zlato   | Martin Sinković i Valent Sinković | 2020., Tokio          | veslanje            | dvojac bez kormilara (M) |
| zlato   | Mate Pavić i Nikola Mektić | 2020., Tokio          | tenis               | parovi (M)               |
| srebro  | Marin Čilić i Ivan Dodig | 2020., Tokio          | tenis               | parovi (M)               |
| srebro  | Tonči Stipanović | 2020., Tokio          | jedrenje            | Laser (M)                |
| srebro  | Tin Srbić | 2020., Tokio          | športska gimnastika | preča                    |
| bronca  | Toni Kanaet | 2020., Tokio          | taekwondo           | 80 kg (M)                |
| bronca  | Damir Martin | 2020., Tokio          | veslanje            | samac (M)                |
| zlato   | Barbara Matić | 2024., Pariz          | judo                | 70 kg (Ž)                |
| zlato   | Martin Sinković i Valent Sinković | 2024., Pariz          | veslanje            | dvojac bez kormilara (M) |
| srebro  | Donna Vekić | 2024., Pariz          | tenis               | pojedinačno (Ž)          |
| srebro  | Momčad: Marko Bijač, Rino Burić, Loren Fatović, Luka Lončar, Maro Joković, Luka Bukić, Ante Vukičević, Marko Žuvela, Jerko Marinić Kragić, Josip Vrlić, Matias Biljaka, Konstantin Harkov, Toni Popadić (trener Ivica Tucak)                                                               | 2024., Pariz          | vaterpolo           | vaterpolo (M)            |
| bronca  | Miran Maričić | 2024., Pariz          | streljaštvo         | zračna puška 10 m        |
| bronca  | Sandra Elkasević | 2024., Pariz          | atletika            | bacanje diska (Ž)        |
| bronca  | Lena Stojković | 2024., Pariz          | taekwondo           | 49 kg (Ž)                |

## Zimske Olimpijske igre
4 zlatne, 6 srebrnih, 1 brončana (1992. – 2022.).

### Rezultati na Igrama
| godina                | športovi | natjecatelji | odličja | odličja | odličja | odličja |
| --------------------- | -------- | ------------ | ------- | ------- | ------- | ------- |
| godina                | športovi | natjecatelji | zlata   | srebra  | bronce  | ukupno  |
| 1992., Albertville    | 4        | 3            | 0       | 0       | 0       | 0       |
| 1994., Lillehammer    | 3        | 2            | 0       | 0       | 0       | 0       |
| 1998., Nagano         | 2        | 6            | 0       | 0       | 0       | 0       |
| 2002., Salt Lake City | 5        | 14           | 3       | 1       | 0       | 4       |
| 2006., Torino         | 6        | 24           | 1       | 2       | 0       | 3       |
| 2010., Vancouver      | 4        | 19           | 0       | 2       | 1       | 3       |
| 2014., Soči           | 3        | 11           | 0       | 1       | 0       | 1       |
| 2018., Pjongčang      | 4        | 20           | 0       | 0       | 0       | 0       |
| 2022., Peking         | 4        | 11           | 0       | 0       | 0       | 0       |
| ukupno                | ukupno   | ukupno       | 4       | 6       | 1       | 11      |

### Odličja prema športovima
| športovi        | odličja | odličja | odličja | odličja |
| --------------- | ------- | ------- | ------- | ------- |
| športovi        | zlata   | srebra  | bronce  | ukupno  |
| alpsko skijanje | 4       | 6       | 0       | 10      |
| biatlon         | 0       | 0       | 1       | 1       |
| ukupno          | 4       | 6       | 1       | 11      |

### Osvajači odličja
| odličje | ime             | Igre                  | šport           | disciplina            |
| ------- | --------------- | --------------------- | --------------- | --------------------- |
| zlato   | Janica Kostelić | 2002., Salt Lake City | alpsko skijanje | kombinacija (Ž)       |
| zlato   | Janica Kostelić | 2002., Salt Lake City | alpsko skijanje | veleslalom (Ž)        |
| zlato   | Janica Kostelić | 2002., Salt Lake City | alpsko skijanje | slalom (Ž)            |
| srebro  | Janica Kostelić | 2002., Salt Lake City | alpsko skijanje | super-veleslalom (Ž)  |
| srebro  | Ivica Kostelić  | 2006., Torino         | alpsko skijanje | kombinacija (M)       |
| zlato   | Janica Kostelić | 2006., Torino         | alpsko skijanje | kombinacija (Ž)       |
| srebro  | Janica Kostelić | 2006., Torino         | alpsko skijanje | super-veleslalom (Ž)  |
| bronca  | Jakov Fak       | 2010., Vancouver      | biatlon         | 10 km sprint (M)      |
| srebro  | Ivica Kostelić  | 2010., Vancouver      | alpsko skijanje | super-kombinacija (M) |
| srebro  | Ivica Kostelić  | 2010., Vancouver      | alpsko skijanje | slalom (M)            |
| srebro  | Ivica Kostelić  | 2014., Soči           | alpsko skijanje | super-kombinacija (M) |

## Daljnje čitanje
- Jajčević, Zdenko. Olimpizam u Hrvatskoj. Libera editio, Zagreb, 2007.
- Jajčević, Zdenko. 225 godina športa u Hrvatskoj. Streljački savez Osječko-baranjske županije, Osijek, 2010.
- Gizdić, Jurica. Hrvatska i olimpijska odličja. Alfa, Zagreb, 2013.
- Gizdić, Jurica. Hrvatski olimpijci i odličnici. Hrvatski olimpijski odbor, Zagreb, 2016.

## Vanjske poveznice
- Bernard Jurišić, Branimir Korać: Hrvatske olimpijske medalje  Arhivirana inačica izvorne stranice od 23. lipnja 2015. (Wayback Machine), Sportnet, 24. srpnja 2012. (+ naknadna ažuriranja)